# Schelle
Schelle este o comună din regiunea Flandra din Belgia. Suprafața totală a comunei este de 7,80 km². La 1 ianuarie 2008 comuna avea 8.034 locuitori. 
Schelle se învecinează cu comunele Kruibeke, Hemiksem, Aartselaar, Bornem, Niel și Rumst.